# عبدالله مقدم
عبدالله مقدم: (تولد ۱۲۷۷ شمسی) بازرگان، عضو اتاق بازرگانی تهران و مؤسس کارخانجات مقدم (قدیمی ترین کارخانه فعال صنعت پارچه پشمی ایران).

## زندگی‌نامه
عبدالله مقدم در سال ۱۲۷۷ شمسی متولد شد. بعد از آنکه  خواندن و نوشتن را آموخت وارد بازار شد و کار خود را از شاگردی آغاز کرد. پس از تهیه مختصر سرمایه‌ای، چون محیط قزوین را براى نشو و نمای خود کوچک می دید،  به تهران آمد و در کار قماش (البسه و پارچه) شروع به فعالیت کرد. . 
در سال ۱۳۱۱ با کمک عموی خود مهدی مقدم و برادرش، شرکت بازرگانی مقدم و شرکا را تأسیس کرد و به واردات قماش و توزیع آن پرداخت به‌ویژه معاملات وی با کشور شوروی رونق گرفت و نمایندگی چند کالا مانند اتومبیل‌‌‌های پابدا و مسکوویچ و ماشین‌‌های کشاورزی به او داده شد. سرانجام تعداد شرکت‌‌های وی متجاوز از ۲۵ واحد گردید. در سال ۱۳۳۳ سرپرستی و اداره کارخانه ریس‌بافی اصفهان را برعهده گرفت و در سال ۱۳۳۵ شرکت ریسندگی و بافندگی ممتاز ایران را با کمک شرکای خود در جاده تهران- شهر ری دایر کرد.
محصول اصلی کارخانه ممتاز، نوعی فاستونی مرغوب بود که مردم برای خرید آن باید کوپن تهیه می‌کردند. در یک برهه‌ای تقاضا برای خرید پارچه‌های این کارخانه به حدی بالا رفت که دولت کوپن قماش بین مردم توزیع کرد و مشتری‌ها برای خرید چند متر پارچه باید در صف می‌ایستادند. یکی دیگر از ماموریت‌های کارخانه ممتاز، تهیه پالتو‌های نظامی برای ارتشی‌ها بود. در آن سال‌ها بنا بود ارتشی‌ها یونیفرم نظامی بپوشند که با پارچه‌های کارخانه ممتاز تهیه می‌شد. 

## کارخانجات مقدم
در ۲۷ تیر ۱۳۳۷، با تلاش عبدالله مقدم، کارخانجات نساجی مقدم تأسیس شد. این کارخانه با مساحت ده هکتار، در نظرآباد ساخته شد و تولیدکننده فاستونی به روش جدید در ایران بود. 
کارخانۀ مقدم در سال ۱۳۴۰ به صورت آزمایشی با کمک کارشناسان ایتالیایی و متخصصان ایرانی شروع به کار کرد و از سال ۱۳۴۲ رسماً افتتاح شد. محصول اصلی این کارخانه که همان پارچه مقدم بود به سرعت معروف شد و بسیاری از مردان تهرانی برای تهیه کت و شلوار از این پارچه استفاده می‌کردند. 
- افتتاح کارخانه مقدم در ۱۳۴۰/۰۸/۲۳

در زمان افتتاح کارخانجات مقدم جدیدترین ماشین‌آلات  بافندگی پارچه پشمی نصب شده بود. برای آنکه پارچه‌های پشمی لباسی ساخت کارخانجات پشم‌بافی مقدم با بهترین پارچه‌های پشمی ساخت خارج از کشور برابری کند، پشم مرینوس استرالیایی وارد و مصرف می‌شده است.
همزمان با شروع کار کارخانه و احداث واحدهای مسکونی برای کارگران در بخش‌های مختلف شهر، تعداد زیادی از کارگران در شهر ساکن شدند.  نظرآباد در آن سال‌ها روستایی در حاشیه کرج بود، اما بعد از راه‌اندازی کارخانه نساجی مقدم، آباد شد و بعدها به‌ ‌نظرآباد مقدم تغییر نام داد.
- کارخانجات مقدم همچنان در شهرک صنعتی سپهر نظرآباد مشغول به فعالیت می باشد.

## ورشکستگی
عبدالله مقدم برای راه‌اندازی این کارخانه وام‌های کلان دریافت کرده بود و به‌دلیل تعویق در بازپرداخت وام‌ها ورشکسته شد. با اعلام ورشکستگی مقدم، اموال و سرمایه او در سال ۱۳۴۳ به تصرف بانک ملی درآمد، اما صاحب نخستین کارخانه‌های نساجی تهران به‌طور معجزه‌آسایی از ورشکستگی کامل نجات پیدا کرد. 
حاج میرزا عبدالله مقدم ضمن فعالیت‌های تجارتی و صنعتی خود، در اطراف کرج مقادیر زیادی زمین خریداری و شهرکی به نام «گلشهر» برای پیشرفت کار خود دایر نموده بود. این وضع چند سالی ادامه داشت تا بالاخره زمین‌های شهرک «گلشهر» چندین برابر ارزش خود قیمت پیدا کرد و مقدم با فروش سهم خودش توانست از ورشکستگی نجات یابد و مجددا به‌ کار و کسب خود رونقی بدهد و جزو تجار درجه اول قرار بگیرد. 

## عضویت دراتاق بازرگانی تهران
- عضو انجمن انتخابات اتاق بازرگانی تهران در سال ۱۳۲۱
- عضو اتاق بازرگانی تهران در دوره‌های چهارم، ششم و هفتم.[۶]

## مرگ
عبدالله مقدم در سال ۱۳۶۱ در سن  ۸۵ سالگی در تهران درگذشت .